# Orsa (gemeente)
Orsa is een Zweedse gemeente in Dalarna. De gemeente behoort tot de provincie Dalarnas län. Ze heeft een totale oppervlakte van 1808,1 km² en telde 7031 inwoners in 2004.

## Plaatsen
- Orsa (plaats)
- Skattungbyn
- Östra Stackmora
- Slättberg
- Maggås
- Västra Stackmora
- Åberga

## Natuurgebied
- Koppången

Älvdalen · Avesta · Borlänge · Falun · Gagnef · Hedemora · Leksand · Ludvika · Malung-Sälen · Mora · Orsa · Rättvik · Säter · Smedjebacken · Vansbro